# Richard Steche

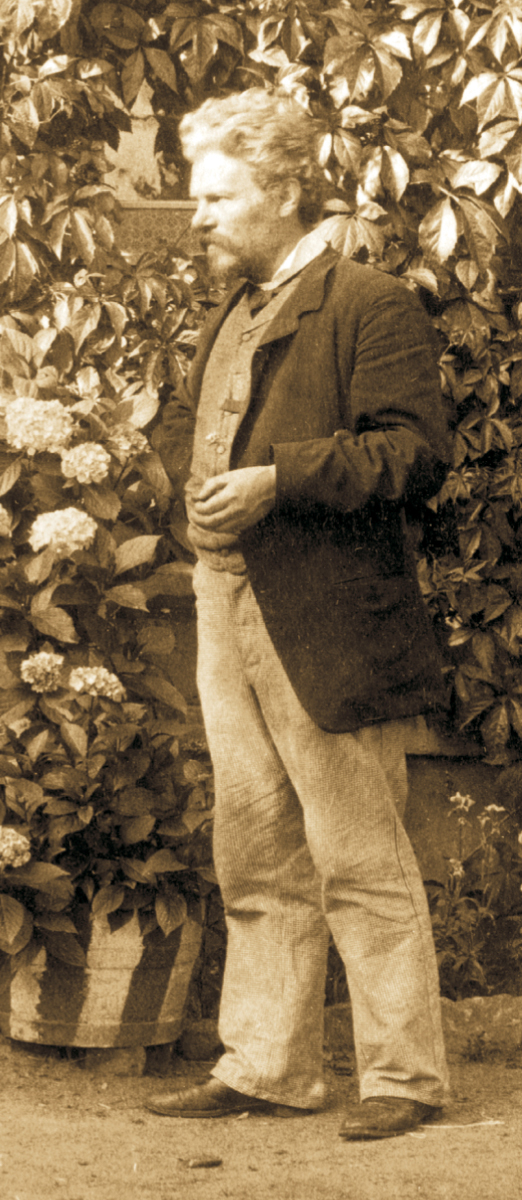
Richard Steche, um 1890

Richard Steche (* 17. Februar 1837 in Leipzig; † 3. Januar 1893 in Niederlößnitz; vollständiger Name: Franz Richard Steche) war ein deutscher Architekt, Kunsthistoriker und Denkmalpfleger; er gilt als Begründer des sächsischen Inventarisationswerks.

## Leben
Er war ein Sohn des Leipziger Rechtsanwalts Albert Steche und dessen Ehefrau, der Sängerin Lidy Steche, geb. Angermann. Nach dem Abitur 1856 an der Leipziger Thomasschule begann Steche ein Studium an der Baugewerkenschule Dresden. 1859 bis 1861 studierte er Architektur an der Berliner Bauakademie und machte dann seine ersten praktischen Erfahrungen in den Ateliers von Heinrich Strack und Richard Lucae.
1863 fand er eine Anstellung als Architekt bei der Mecklenburgischen Friedrich-Franz-Eisenbahn. Er plante die Bahnhofsneubauten in Oertzenhof und Neubrandenburg sowie 1864 die Umbauten der historischen Dorfkirchen von Lübbersdorf und Sadelkow.
Steche ging 1867 als Architekt nach Dresden zurück. Sein größtes Projekt von hier aus wurde der Eilenburger Bahnhof in Leipzig-Reudnitz in den Jahren 1874–1876. 1875 war er der Initiator der Gewerbehistorischen Ausstellung in Dresden.
1877 erfolgte seine Promotion mit einer Dissertation über Hans von Dehn-Rothfelser an der Universität Leipzig sowie 1878 die Habilitation. Damit wurde er Privatdozent für Geschichte der technischen Künste am Polytechnikum Dresden; zugleich war er Dozent an der dortigen Kunstgewerbeschule.

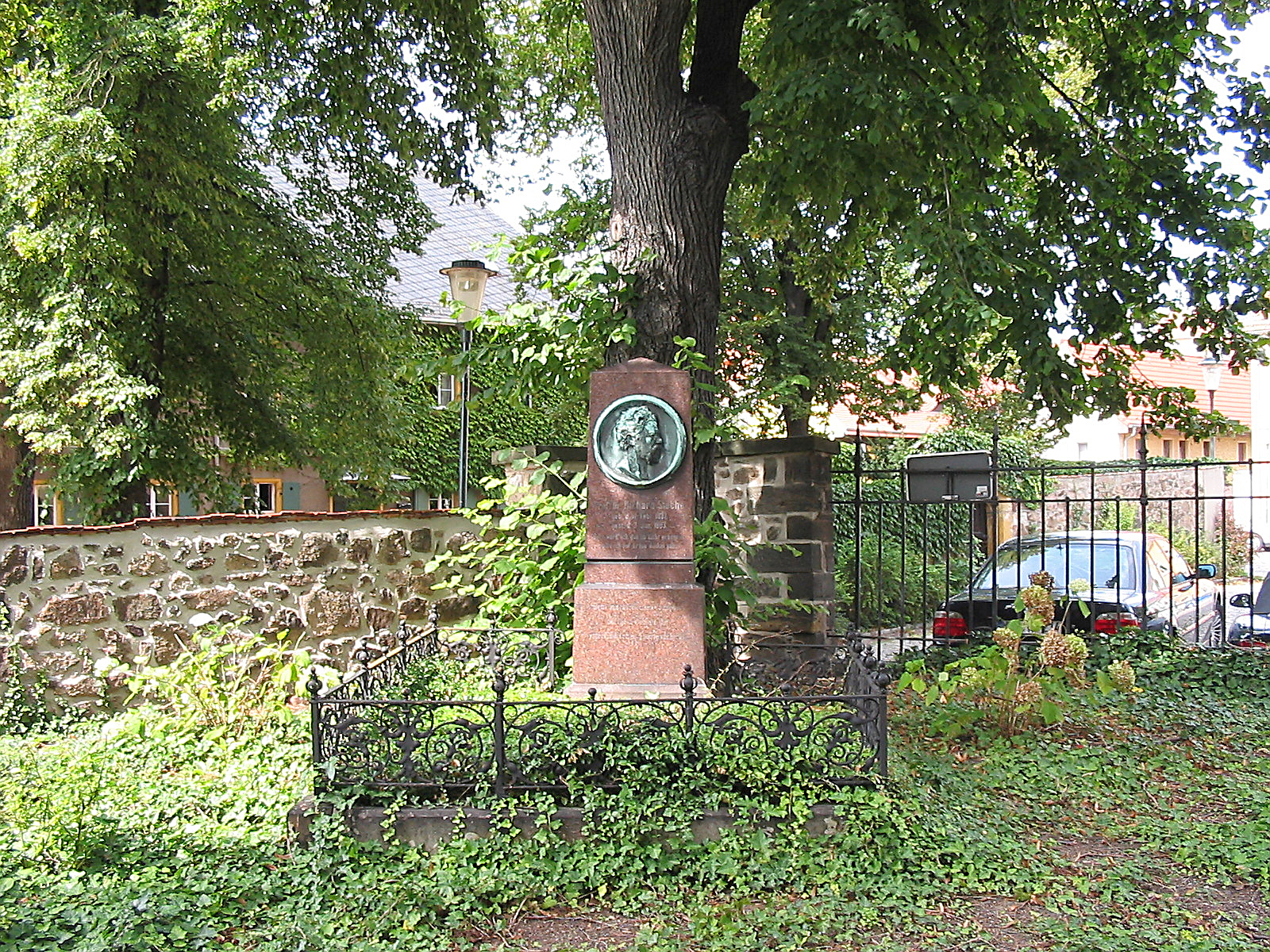
Richard Steches Grabmal auf dem Kirchhof Kötzschenbroda

Richard Steche war ab 1880 Professor für die Geschichte der technischen Künste und praktischen Ästhetik am Dresdner Polytechnikum (heute: Technische Universität Dresden) und zweiter Direktor des Königlich Sächsischen Altertumsvereins (ab 1878). Neben seiner erfolgreichen Arbeit als Architekt wurde Steche bekannt als erster Inventarisator der Kunstdenkmäler Sachsens mit seinem 15-bändigen Werk Beschreibende Darstellung der älteren Bau- und Kunstdenkmäler des Königreichs Sachsen.
Er verbrachte die letzten Jahre seines Lebens in Niederlößnitz, wo er 1893 an Tuberkulose starb. Sein Grabmal mit dem Bildnisrelief von Heinrich Epler steht auf dem Kirchhof der Friedenskirche in Kötzschenbroda, wo er am 6. Januar 1893 im Beisein einer illustren Trauergemeinde beigesetzt wurde, obwohl der Kirchhof eigentlich seit dem Umbau 1884 geschlossen war.
Sein sächsisches Inventarisationswerk wurde von dem Kunsthistoriker Cornelius Gurlitt ab 1894 fortgesetzt.
An seinem Wohnhaus in der Winzerstraße 37, von seiner Tochter Lidy nach dem Familienhund „Mops-Haus“ genannt, wurde 2008 zum 115. Todestag eine Erinnerungsplakette angebracht.
Richard Steche war der Bruder des ebenfalls in Kötzschenbroda beerdigten Otto Steche (1834–1908), Mitinhaber der mit Carl Heine 1859 gegründeten Firma Heine & Co. zur Herstellung ätherischer Öle und künstlicher Riechstoffe.

## Werk

### Schriften

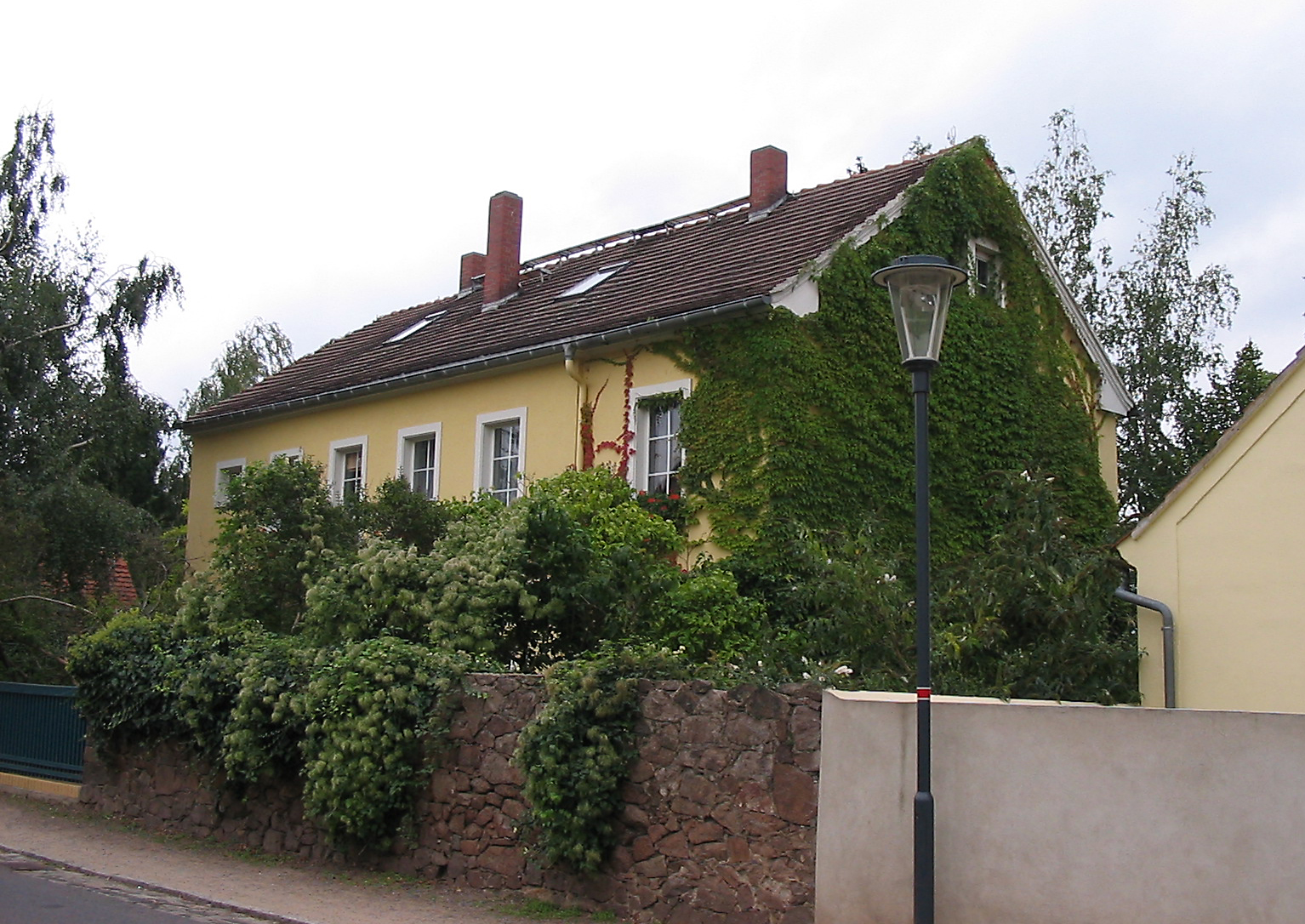
Richard Steches „Mops-Haus“, 2008

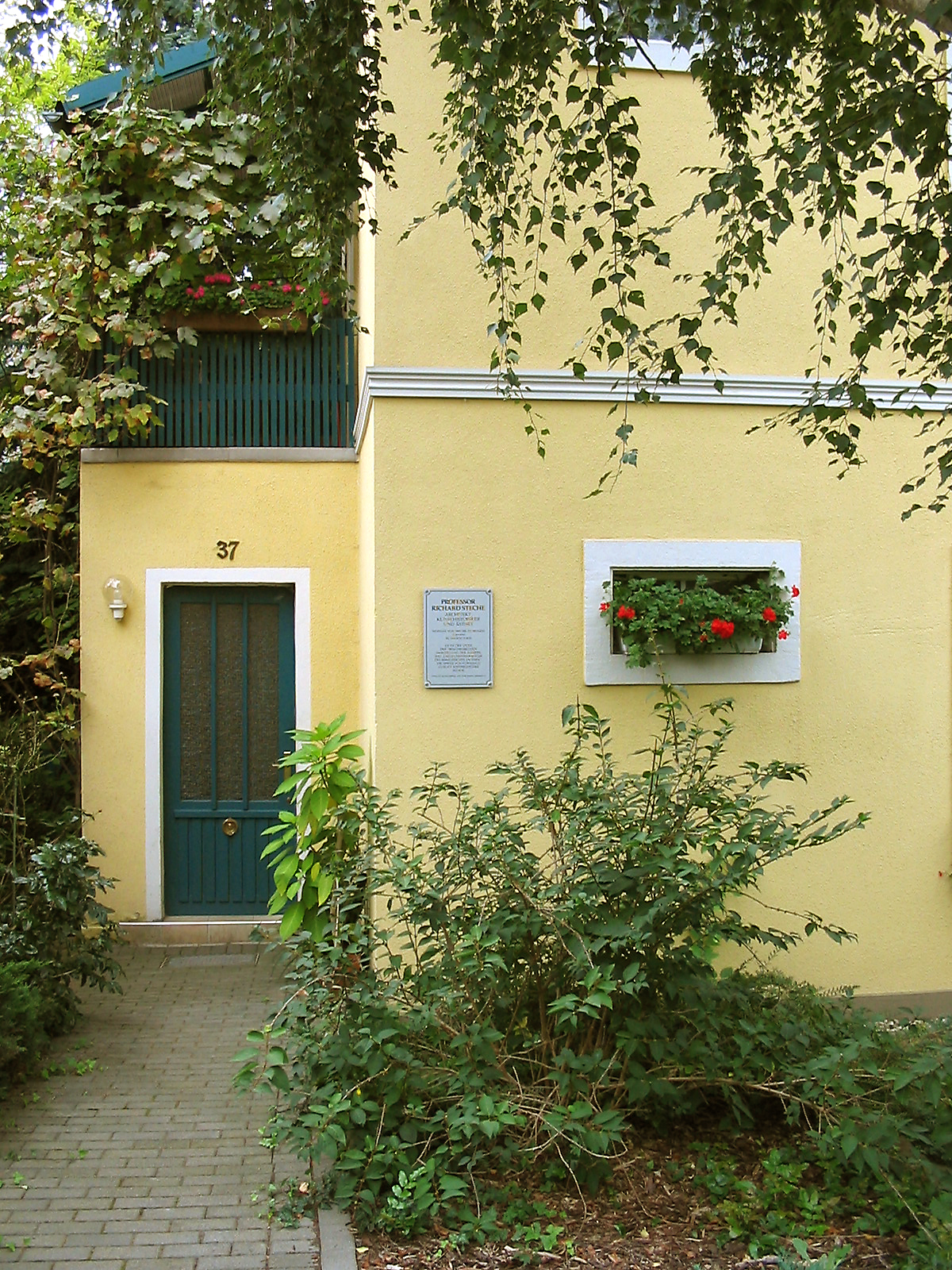
Die Erinnerungsplakette an Steches „Mops-Haus“, 2008

- Hans von Dehn-Rothfelser. Ein Beitrag zur Kunstgeschichte Sachsens. Blochmann, Dresden 1877 (zgl. Dissertation, Universität Leipzig 1877)
- Zur Geschichte des Bucheinbandes in Sachsen. 1878
- Die Bauten, technischen und industriellen Anlagen von Dresden. Dresden 1878
- Beschreibende Darstellung der älteren Bau- und Kunstdenkmäler des Königreichs Sachsen.
 Band 1–15:
  - 1: Pirna, 1882 (Digitalisat)
  - 2: Dippoldiswalde, 1883 (Digitalisat)
  - 3: Freiberg, 1884 (Digitalisat)
  - 4: Annaberg, 1885 (Digitalisat)
  - 5: Marienberg, 1885 (Digitalisat)
  - 6: Flöha, 1886 (Digitalisat)
  - 7: Chemnitz, 1886 (Digitalisat)
  - 8: Schwarzenberg, 1887 (Digitalisat)
  - 9: Auerbach, 1888 (Digitalisat)
  - 10: Oelsnitz, 1888 (Digitalisat)
  - 11: Plauen, 1888 (Digitalisat)
  - 12: Zwickau, 1889 (Zwickau)
  - 13: Glauchau, 1890 (Digitalisat)
  - 14: Rochlitz, 1890 (Digitalisat)
  - 15: Borna, 1891 (Digitalisat)

### Bauten
- Eilenburger Bahnhof in Leipzig-Reudnitz, 1874–1876